# Calliscelio rubriclavus
Calliscelio rubriclavus är en stekelart som först beskrevs av William Harris Ashmead 1887.  Calliscelio rubriclavus ingår i släktet Calliscelio och familjen Scelionidae. Inga underarter finns listade.